# Мальтиц, Аполлон Петрович
Барон Аполлон Петрович Мальтиц (11 июня 1796 — 2 марта 1870) — действительный статский советник, дипломат, поверенный в делах в Бразилии и Саксен-Веймаре.

## Биография
Родился в Гере (Тюрингия) в семье П. Ф. Мальтица (1753—1826) и Аполлонии-Агнесы-Марты фон Ливен (1765—1826), его брат — Ф. П. Мальтиц также был дипломатом.
Вместе со своими родителями, братьями и сёстрами жил сначала в Лондоне, затем в Гамбурге, в 1806 году они переехали в Королевство Вестфалия в Кассель. Следующие годы до 1812 года семья в основном провела в Дрездене. Воспитывался частными репетиторами, но своё образование получил в основном путём самообучения.
Во время освободительных войн в Германии его отец был посланником в Штутгарте, позже он был переведён в Великое герцогство Баден в Карлсруэ.
Здесь Аполлоний вместе со своим старшим братом Францем работал атташе в дипломатической миссии. В этом качестве он сопровождал своего отца на Венский конгресс.
Курортное пребывание его родителей в Карлсбаде (сейчас Карловы Вары) в 1813 позволило 17-летнему Аполлонию лично встретиться с Иоганном Вольфгангом фон Гёте. Он смотрел на него, по его словам, «с трепетом восхищения и благоговения перед величием, которое казалось ему намного выше всех других сил». Позже у него было ещё несколько встреч с Гёте, последний раз в 1828 году.
В 1816 году в Карлсруэ в качестве поверенного в делах Пруссии приехал К. А. Фарнхаген со своей женой Рахель — хозяйкой литературного салона, с которой Мальтиц стал другом на всю жизнь. Генерал Ф. К. Теттенборн также поселился там и принадлежал к кругу друзей Фарнхагенов и Мальтицов до того, как он отправился в Вену послом из Бадена.
В феврале 1818 у Аполлония фон Мальтица был конфликт с баденским лейтенантом конной гвардии Георгом фон Шиллингом.
В результате пари Георг фон Шиллинг умышленно плеснул бокалом вина в лицо неизвестного ему Мальтица, а после драки был доставлен к страже замка. Дуэль была неизбежной после того, как Шиллинг вышел из тюрьмы. 13 марта 1818 года произошла условленная перестрелка, во время которой Шиллинг, целившийся в голову, промахнулся по противнику и следующим выстрелом был сражён неопытным штатским Мальтицем. Три дня спустя 25-летний Георг фон Шиллинг скончался от полученных ранений Тот факт, что Мальтиц убил своего оппонента по тривиальным причинам, долгие годы тяготил его совесть..
В наказание 21-летнего Аполлония перевели в российскую миссию в Вюртемберг. В Штутгарте его начальником стал друг его отца, остроумный и либеральный князь Козловский (1783—1840). После отставки его начальника его преемник, граф Константин фон Бенкендорф, принял его тепло, но не смог заменить его дружбу с Козловским.
С 1811 на российской дипломатической службе, занимая посты актуариуса миссии в Карлсруэ, переводчика миссии в Штутгарте, канцелярского служителя миссии в Берлине (1821) и канцелярии вел. кн. Константина Павловича в Варшаве (1823), 3-го (1827) и 2-го (1829) секретаря миссии в Австрии.
В 1830 был послан 1-м секретарём в миссию в Рио-де-Жанейро, куда прибыл в сентябре 1830. В 1831—1835 поверенный в делах в Бразилии. Совместно с капитаном 2-го ранга П. А. Чихачёвым, предпринявшим в 1835 путешествие по Южной Америке, в марте-апреле 1836 составил обзор стран Латинской Америки, сочетающий в себе черты дипломатического донесения и политико-страноведческого описания испаноязычных республик Нового Света, и отправил его в МИД 4.04.1836. В обзоре указывалось на негативные последствия испанского колониального владычества в латиноамериканских странах, их тяжёлое внутреннее политическое и экономическое положение, отрицательную роль католического духовенства на культурную жизнь. Мальтиц и Чихачёв предполагали, что проблемы Латинской Америки могли бы решиться массовой иммиграцией иностранцев, но признавали, что на тот момент она была нереальной. Настолько же нереальными они считали надежды на помощь латиноамериканцам со стороны европейских государств или установление монархического правления во главе с представителями европейских правящих династий. «Хотя природа наделила этот край всеми дарами, необходимыми для счастья, видимо, лишь новые катастрофы, новые кровопролития, которые доведут до крайности моральное и экономическое истощение этих стран, дадут в результате нужное лекарство», — подытоживали авторы обзора.
В 1837—1841 Мальтиц служил 1-м секретарём российской миссии в Баварии. С 1841 — поверенный в делах, в 1858—1865 посланник в Саксен-Веймаре.
Имел степень доктора философии. Был известен также как поэт-романтик, переводил на немецкий язык стихи А. С. Пушкина и М. Ю. Лермонтова, написал цикл баллад на сюжеты из русской истории: «Olegs Ross» («Конь Олега»), «Swiatoslaws Schadel» («Череп Святослава»), «Isiaslaws Tod» («Смерть Изяслава»). Всего издал 23 книги. Литературный критик С. П. Шевырёв, переводивший произведения Мальтица на русский язык, писал, что дипломат
… по языку своему и принадлежит Германии, но по... чувствам, его одушевляющим, превосходному знанию русского языка и словесности мог бы быть также отнесён к литераторам нашего отечества, писавшим на иностранных языках…
Вышел в отставку в 1865 году. Скончался в Веймаре.

## Семья
Жена — графиня Клотильда фон Ботмер (1809—1882), родная сестра Элеоноры фон Ботмер первой жены Ф. И. Тютчева.